# Vulnearium
Vulnearium (lat. vulnus = rána) je léčivo (obvykle rostlinného původu) podporující hojení ran. Působí obvykle dezinfekčním nebo adstringentním, případně i jiným mechanismem účinku. Jako vulnearia se používají např. květ heřmánku, list jitrocele, nať šalvěje, dubová kůra aj.